# 波爾油鯰
波爾油鯰，為輻鰭魚綱鯰形目長鬚鯰科的其中一種，分布於南美洲巴西聖弗朗西斯科河流域，體長可達15公分，棲息在河川底層水域，屬肉食性，生活習性不明。

## 擴展閱讀
維基物種上的相關：波爾油鯰